# 摩爾文 (阿拉巴馬州)
摩爾文（英語：Morvin）是一個位於美國阿拉巴馬州克拉克縣的非建制地區。該地的面積和人口皆未知。

## 地理
摩爾文的座標為31°59′06″N 87°59′35″W / 31.985°N 87.993°W，而該地最高點為海拔高度72米（即236英尺）。